# Cyrtostylis reniformis var. huegelii
Cyrtostylis huegelii o Cyrtostylis reniformis var. huegelii, es una especie de orquídea perenne que se encuentra en el suroeste de Australia. También se la conoce localmente como midge orchid, por un pequeño insecto volador que se encuentra en la misma región.
La especie es muy similar a otros dos taxones del género que también se encuentra en Australia Occidental, pero diferenciadas por tener estructuras florales más pequeñas, coloración marrón en las hojas y flores, y más amplia distribución. La distribución es predominantemente en llanuras costeras, y tierra adentro en los bosques de Kalbarri a Esperance, en suelos graníticos, arena en la costa y brezales, y en Jarrah Marri. 
Le favorece el hábitat húmedo y sombreado, las formas y, a menudo, las pequeñas a veces, colonias  circulares cuyas hojas se encuentran sobre el terreno. Las plantas en el grupo de flores tienen una altura de entre 100 y 300 mm. La floración es entre julio y septiembre.
Fue nombrado en honor de Carl Alexander Anselm von Hügel, que recogió el tipo de muestra. 

## Sinonimia
- Cyrtostylis huegelii Endl. in J.G.C.Lehmann, Pl. Preiss. 2: 6 (1846).
- Acianthus huegelii (Endl.) Nicholls & Goadby
- Acianthus reniformis var. huegelii (Endl.) A.S.George[1]